# Snug
Snug är en liten kuststad bredvid landsvägen Channel Highway 30 kilometer söder om Hobart i Tasmanien i Australien. År 2011 hade staden 856 invånare.

## Historia

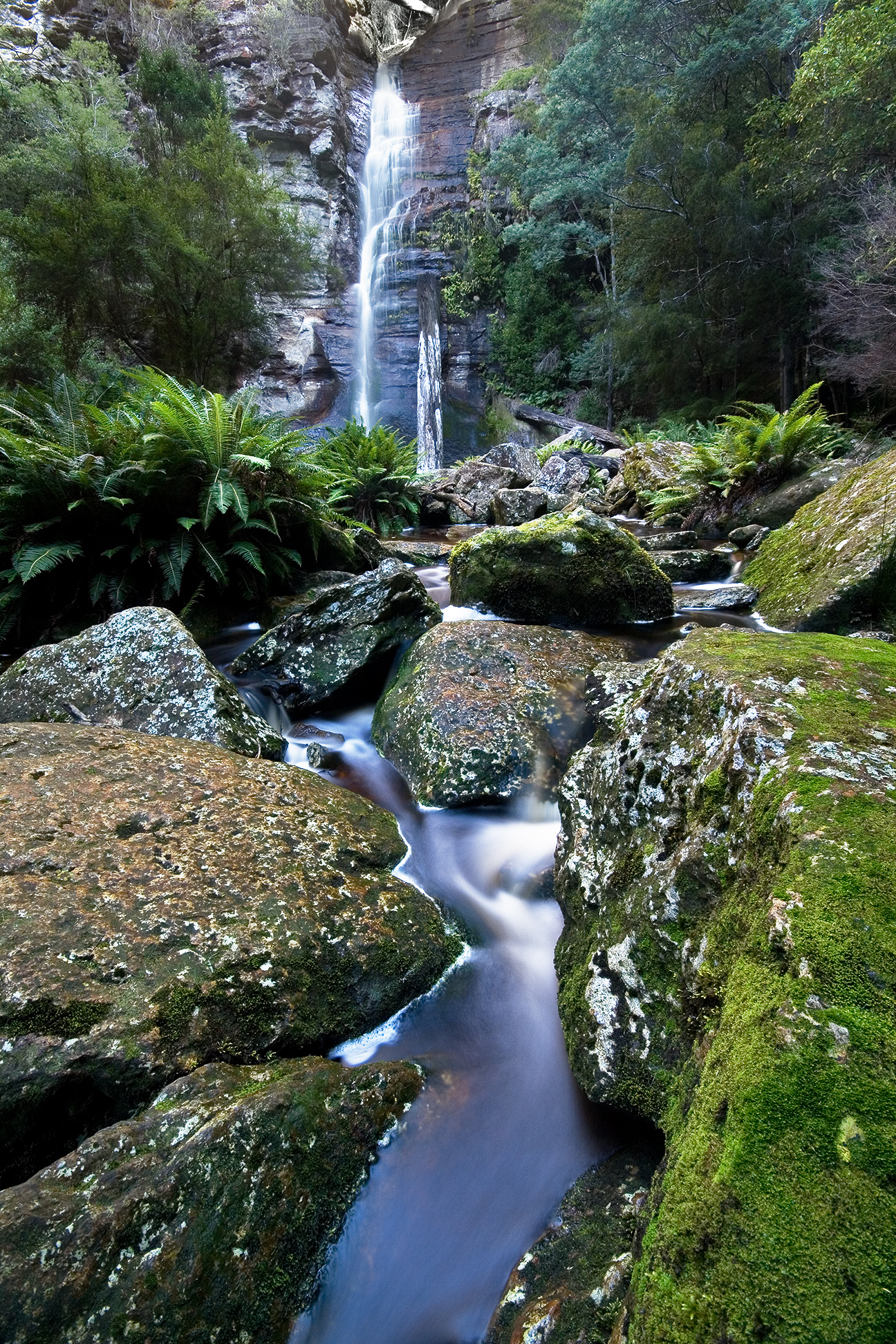
Vattenfall i Snug.

Området kring Snug upptäcktes först av européerna när upptäcktsresenären Joseph-Antoine Raymond de Bruny d'Entrecasteaux seglade genom sundet som fick hans namn. Efter inrättandet av en koloni i staden Hobart upptäcktes Snugfloden och därmed namngavs platsen efter den hemtrevliga (på engelska snug) och behagliga floden. På 1820-talet hade hamn- och sågverksindustri etablerats i närheten av North West Bay. Därefter runt 1840-talet och 1850-talet grundades en liten bosättning i Snug. Omkring år 1908 började James Gillies förhandla med regeringen om att tillåta byggandet av ett vattenkraftverk i regionen Great Lake, med syftet att tillföra energi till sin nyligen patenterade zinksmältningsprocess och "karbidfabrik". Byggandet av "karbidfabriken" började i närheten av Snug år 1917, och kort efter slutet av första världskriget påbörjade Electrona Carbide Works produktionen av kalciumkarbid med hjälp av kalk (från kalksten), koks och ljusbågsugnar. Kalciumkarbiden användes senare vid tillverkningen av acetylengas.
Gillies kunde inte få tillräcklig likviditet för att avsluta alla sina planerade elektrifieringsprojekt, och på randen till konkurs förlorade han kontrollen över vattenkraftverkssystemet till ett statligt ministerium som bildats för att rädda hans plan: Hydro Electric Department skapades, som senare blev Hydro Electric Commission, och nu Hydro Tasmania. (Zinksmältverksprojektet avbröts men togs senare upp igen av ett annat företag, och drivs för närvarande av Zinifex i Lutana i Tasmanien.)
År 1924 gick Gillies i konkurs och Carbide Works togs över av "Hydro", och senare av Electrona Carbide Industries Pty Ltd, som fortsatte att driva företaget som sådant till 1980-talet. Med minskad efterfrågan på hårdmetall och mångmiljonförluster från fabrikens haveri 1979, såldes hårdmetallsmältverket till Pioneer Silicon Industries Inc. Detta företag omvandlade fabriken till ett kiselsmältverk med en teoretisk kapacitet på 10.000 ton/år, och producerade metallurgisk kisel från och med 1988. Den gick emellertid aldrig med vinst, och i augusti 1991 lades anläggningen ned.
Under 1967:s tasmanska skogsbränder blev staden Snug ödelagd. Två tredjedelar av stadens hus förstördes, tillsammans med två kyrkor och halva skolan. Elva personer omkom.